# Club Deportivo Litoral (La Paz)
O Club Deportivo Litoral é um clube boliviano de futebol, com sede na cidade de La Paz. Atualmente disputa a Liga de Futebol Regional de La Paz. 
Fundado em 23 de março de 1932 como Deportivo Saboya (renomeado posteriormente para Club Deportivo Calama e, em seguida, para Club Deportivo y Cultural Litoral), manda seus jogos no Estádio Hernando Siles, com capacidade para 42.000 lugares. Suas cores são verde, branco e vermelho.

## Títulos

### Nacionais
- Campeonato Boliviano: 1954
- Primeira Divisão da Associação de Futebol de La Paz: 1947, 1948, 1949, 1972, 1983, 1991, 2001
- Segunda Divisão da Associação de Futebol de La Paz: 2005

## Histórico em competições oficiais
- Campeonato Sul-Americano de Campeões: 1948.